# Liste der Krankenhäuser in Dortmund
Diese Liste der Krankenhäuser in Dortmund führt alle aktuellen Plankrankenhäuser in der Stadt Dortmund auf.

## Liste
| Klinik                                  | Lage                                                                        | Fachabteilungen | Träger                             | Bild |
| --------------------------------------- | --------------------------------------------------------------------------- | --- | ---------------------------------- | ---- |
| LWL-Klinik Dortmund                     | Marsbruchstraße 179 44287 Dortmund 51° 30′ 22″ N, 7° 32′ 50″ O              | - Psychiatrie - Psychosomatik | Landschaftsverband Westfalen-Lippe |      |
| Wilfried-Rasch-Klinik                   | Leni-Rommel-Str. 207 44287 Dortmund 51° 30′ 29,7″ N, 7° 33′ 19,4″ O         | - Forensische Psychiatrie | Landschaftsverband Westfalen-Lippe |      |
| LWL-Klinik Dortmund -Elisabeth-Klinik-  | Marsbruchstraße 162a 44287 Dortmund 51° 30′ 10,7″ N, 7° 32′ 50,7″ O         | - Kinder- und Jugendpsychiatrie | Landschaftsverband Westfalen-Lippe |      |
| Klinikum Dortmund Mitte                 | Beurhausstraße 40 44137 Dortmund 51° 30′ 31,5″ N, 7° 27′ 24,6″ O            | - Anästhesie - Augenheilkunde - Chirurgie - Frauenheilkunde und Geburtshilfe - Hals-, Nasen- und Ohrenheilkunde - Herzchirurgie - Kardiologie - Gastroenterologie - Nephrologie, Dialyse und Notfallmedizin - Endokrinologie, Diabetologie und Rheumatologie - Neurologie - Nuklearmedizin - Orthopädie - Radiologie - Medizinische Strahlenphysik - Strahlentherapie und Radiologische Onkologie - Institut für Transfusionsmedizin, Labormedizin und Medizinische Mikrobiologie - Pathologisches Institut | Stadt Dortmund                     |      |
| Klinikum Dortmund Nord Unfallklinik     | Münsterstraße 240 44145 Dortmund 51° 32′ 2,4″ N, 7° 27′ 13,6″ O             | - Mund-, Kiefer- und Gesichtschirurgie - Urologie - Pneumologie - Infektiologie - Gefäßchirurgie und Angiologie - Neurochirurgie - Unfallchirurgie - Verbrennungsmedizin - Radiologie | Stadt Dortmund                     |      |
| Klinikum Dortmund Kinderklinik          | Humboldtstraße 50 44137 Dortmund 51° 30′ 33,8″ N, 7° 27′ 21″ O              | - Kinder- und Jugendmedizin - Kinderchirurgie - Neonatologie - Neuropädiatrie und Psychosomatik | Stadt Dortmund                     |      |
| Knappschaftskrankenhaus Dortmund        | Am Knappschaftskrankenhaus 1 44309 Dortmund 51° 31′ 11,7″ N, 7° 31′ 59,6″ O | - Anästhesie - Chirurgie - Frauenheilkunde und Geburtshilfe - Innere Medizin - Neurologie - Orthopädie - Radiologie - Radioonkologie und Strahlentherapie - Urologie und Kinderurologie - Nuklearmedizin - Pneumologie | Knappschaft Kliniken Westfalen     |      |
| Katholisches Krankenhaus Dortmund-West  | Zollernstraße 40 44379 Dortmund 51° 31′ 27,2″ N, 7° 22′ 8,5″ O              | - Anästhesie - Chirurgie - Orthopädie und Unfallchirurgie - Innere Medizin - Radiologie | Katholische St. Lukas Gesellschaft |      |
| Hüttenhospital                          | Am Marksbach 28 44269 Dortmund 51° 28′ 50,8″ N, 7° 30′ 39″ O                | - Innere Medizin - Geriatrie | BKK vor Ort                        |      |
| St.-Josefs-Hospital Dortmund            | Wilhelm-Schmidt-Str. 4 44263 Dortmund 51° 29′ 5,7″ N, 7° 30′ 16,5″ O        | - Anästhesie - Innere Medizin - Chirurgie und Unfallchirurgie - Orthopädie - Frauenheilkunde und Geburtshilfe - Urologie | Katholische St. Lukas Gesellschaft |      |
| Knappschaftskrankenhaus Lütgendortmund  | Volksgartenstraße 40 44388 Dortmund 51° 30′ 6,7″ N, 7° 19′ 46,9″ O          | - Altersmedizin - Innere Medizin - Psychiatrie/Psychotherapie | Knappschaft Kliniken Westfalen     |      |
| St.-Johannes-Hospital Dortmund          | Johannesstraße 9–13 44137 Dortmund 51° 30′ 41″ N, 7° 27′ 27″ O              | - Augenheilkunde - Chirurgie - Gynäkologie und Geburtshilfe - Hals-, Nasen- und Ohrenheilkunde - Herz-, Thorax- und Gefäßchirurgie - Kardiologie - Nephrologie - Gastroenterologie - Palliativmedizin - Hämatologie/Onkologie - Anästhesiologie - Radiologie | St.-Johannes-Gesellschaft Dortmund |      |
| St.-Elisabeth-Krankenhaus Dortmund-Kurl | Kurler Str. 130 44319 Dortmund 51° 33′ 15,7″ N, 7° 34′ 59,9″ O              | - Geriatrie | St.-Johannes-Gesellschaft Dortmund |      |
| Ortho Klinik Dortmund                   | Virchowstraße 4 44263 Dortmund 51° 29′ 8,2″ N, 7° 29′ 55,4″ O               | - Allgemeine Orthopädie - Unfallchirurgie - Rheumaorthopädie - Fuß- und Sprunggelenkschirurgie - Tumororthopädie und Revisionschirurgie - Wirbelsäulenchirurgie - Anästhesiologie | Evangelische Stiftung Volmarstein  |      |
| Marien Hospital Dortmund-Hombruch       | Gablonzstraße 9 44225 Dortmund 51° 28′ 42,5″ N, 7° 26′ 30,6″ O              | - Innere Medizin - Psychiatrie und Psychotherapie | St.-Johannes-Gesellschaft Dortmund |      |